# (985) Розина
(985) Розина (лат. Rosina) — астероид, относящийся к группе астероидов, которые пересекают орбиту Марса, и принадлежащий к спектральному классу S. Был открыт 14 октября 1922 года немецким астрономом Карлом Рейнмутом в обсерватории Хайдельберг-Кёнигштуль, Германия. Астероид был назван женским именем, взятым из немецкого ежегодного календаря Lahrer hinkender Bote и никак не связанным с современниками Рейнмута. Давать имена астероидам без привязки к конкретному человеку было обычной практикой астронома.

## Орбита
Орбита астероида имеет большую полуось 2,2992 а. е., эксцентриситет 0,28 и наклон  относительно эклиптики 4°. Астероид вращается во внутренней части главного пояса астероидов и пересекает орбиту Марса.  
Такая орбита является динамически неустойчивой. 

## Физические характеристики
В классификации SMASS Розина принадлежит к типичным каменным астероидам S-типа.
В соответствии с предположением о типичном альбедо S-астероидов, равном 0,2, был вычислен диаметр 8,18 километра.
По полученным кривым блеска был определен период обращения от 3.012 и 3.0126 часа, с амплитудой яркости 0,22 звездной величины. 